# Björkön (Sundsvall)
Björkön is een plaats in de gemeente Sundsvall in het landschap Medelpad en de provincie Västernorrlands län in Zweden. De plaats heeft 117 inwoners (2005) en een oppervlakte van 45 hectare. Het woord Ö(n) betekent eiland, dit Björkön is echter geen eiland. De plaats ligt echter wel op een schiereiland. De plaats ligt niet direct aan de Botnische Golf, maar wel vlak bij de baai Örköfjärden, die deel uitmaakt van de Botnische Golf.